# Frazionamento dell'aria

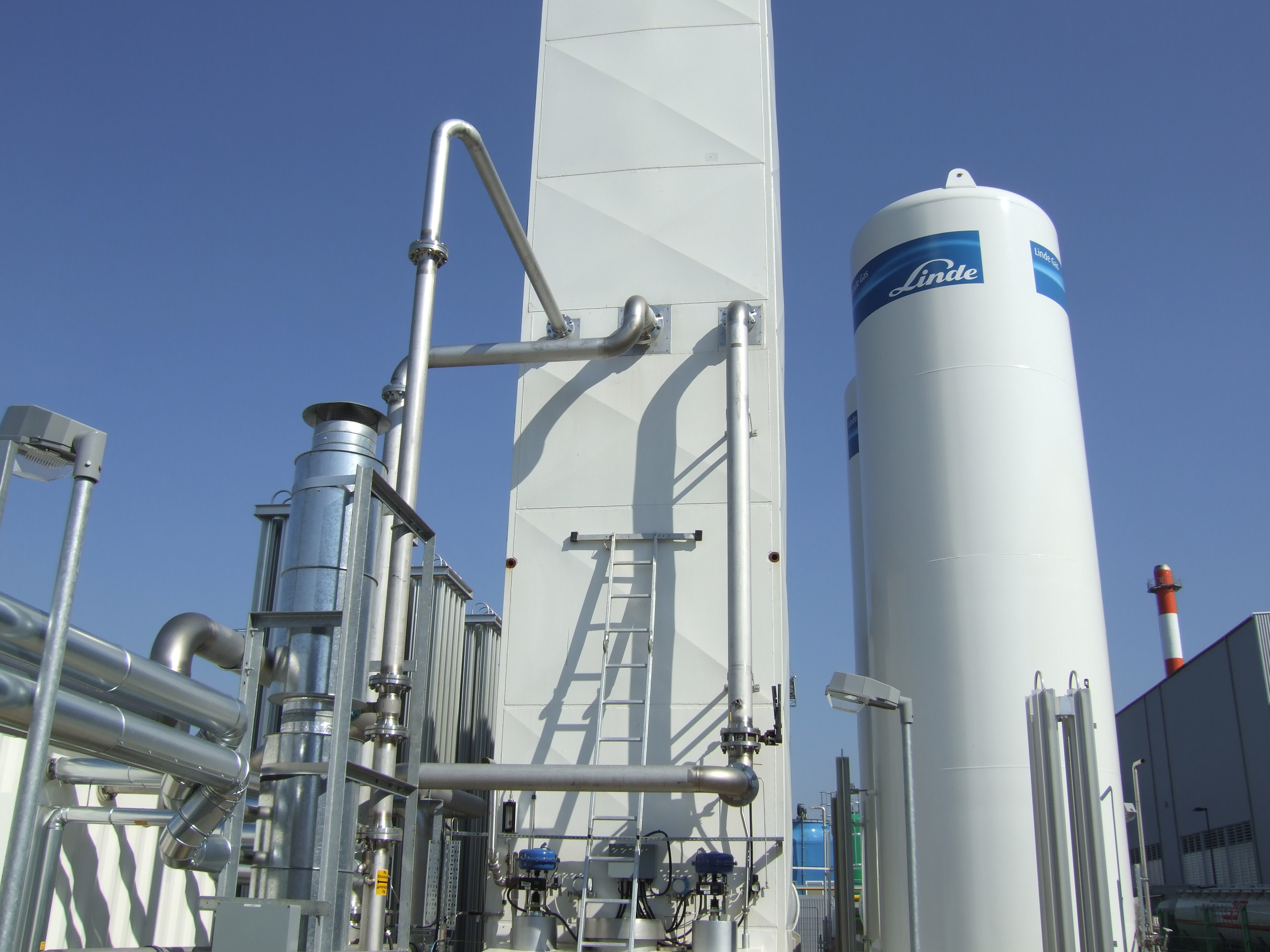
Colonna di distillazione utilizzata per il frazionamento dell'aria.

Il frazionamento dell'aria è il processo con il quale si divide l'aria nelle sue componenti. Viene di solito eseguito in colonne di distillazione (rettifica dell'aria) poste a valle degli impianti di liquefazione dell'aria, come il "ciclo di Linde", basato sull'effetto Joule-Thomson, e il ciclo di Claude.
Esistono tuttavia anche metodi non criogenici, basati sull'impiego di membrane o di materiali per l'assorbimento di uno o più componenti. Questi metodi, presenti in commercio dai primi anni ottanta, sono però ancora relativamente poco diffusi.
Il frazionamento dell'aria si utilizza per ottenere azoto e ossigeno puri per scopi solitamente industriali.

## Impianto di frazionamento
L'impianto attualmente in uso è costituito da due colonne di distillazione a diversa pressione interna; una delle due è a pressione atmosferica, l'altra solitamente intorno alle 4-5 atmosfere. Storicamente sono state usate anche colonne semplici e colonne doppie differenti. Per il processo Claude si usava una colonna diversa: colonna Claude.

### Colonna ad alta pressione
L'aria gassosa compressa (a circa 200 atm) passa nel ribollitore e viene espansa e inviata nella prima colonna (a pressione più alta, circa 5 atm). L'aria costituisce il fluido riscaldante del ribollitore. Durante l'espansione si ha raffreddamento e parziale liquefazione.
La colonna opera una prima distillazione dell'aria nei suoi due costituenti principali; sul fondo si raccoglie ossigeno al 40% ed azoto al 60%, in testa si raccoglie azoto al 98%.
La condensazione dell'azoto in testa viene operata tramite la miscela di ossigeno e azoto prodotta sul fondo della colonna e espansa a pressione atmosferica. La miscela si trova a temperatura più bassa dell'azoto. Anche l'ossigeno liquido al 40% viene inviato alla seconda colonna, ma ad un piatto intermedio. Parte dell'azoto liquido puro prodotto viene usato come fluido refrigerante nella seconda colonna.

### Colonna a pressione atmosferica
La seconda colonna opera una distillazione più spinta, ottenendo azoto purissimo in testa e ossigeno liquido al 95% al fondo.
Le due colonne sono poste tradizionalmente sovrapposte, tuttavia negli impianti moderni è anche possibile separarle ed utilizzare pompe per inviare l'ossigeno liquido alla testa della colonna ad alta pressione.

## Impianti storici

### Colonna Claude
La colonna Claude era usata nel processo Claude prima dell'introduzione della doppia colonna e si basava sul principio del ritorno indietro (in francese retour en arrière), dava una separazione peggiore e il processo era meno controllabile. L'aria veniva espansa e parzialmente liquefatta in un contenitore, la frazione gassosa passava in tubi immersi in ossigeno liquido. L'ossigeno condensava per primo e ricadeva nel contenitore, l'azoto condensava dopo finendo in altri raccoglitori. La frazione di aria inizialmente liquefatta veniva mandata in una colonna di rettifica posta al di sopra del sistema. In coda usciva ossigeno che alimentava l'impianto di raffreddamento e in testa l'azoto.